# Hemirrhagus chilango
La tarántula chilanga (Hemirrhagus chilango) es una especie de araña migalomorfa de la familia Theraphosidae. Es una especie de hábitat terrestre y forma parte de la biodiversidad de la cuenca de México, en particular de la zona del Pedregal de San Ángel en la Ciudad de México. Esta especie en ocasiones es confundida con Euagrus mexicanus (especie perteneciente a la familia Dipluridae).